# Salvatore Segrè Sartorio
Salvatore Segrè, Sartorio dal 1923, conte (Trieste, 14 settembre 1865 – Trieste, 7 giugno 1949) è stato un dirigente d'azienda e politico italiano.

## Biografia
Nato da una famiglia ebraica triestina, convertito al cattolicesimo e battezzato nel 1902, con Edgardo Morpurgo e Arnoldo Frigessi di Rattalma è stato uno degli esponenti più in vista della comunità israelitica giuliana, la terza per dimensioni in Italia dopo quelle di Roma e Milano. Cresciuto sotto l'Impero austro-ungarico fin dagli anni della giovinezza è un convinto sostenitore dell'italianità di Trieste ed è stato il più rappresentativo esponente del movimento irredentista locale, per il quale si è particolarmente adoperato negli anni cruciali della prima guerra mondiale. Ha presieduto allo scopo la Commissione Centrale di patronato fra fuoriusciti adriatici e trentini ed è stato al contempo Alto commissario per i profughi di guerra. Aderisce al fascismo fin dal 1919, una scelta dettata, prima che dalla politica, dalla convinzione che il movimento dei Fasci italiani di combattimento (non ancora partito) sia il naturale braccio politico di nazionalisti ed irredentisti.
Partecipa all'attività del Senato, dove sedette dal 1924 anche per volontà del Duce, essendo con Emilio De Bono e con Enrico Corradini "uno degli animatori della costituzione del primo nucleo dei senatori fascisti".
Alla promulgazione delle leggi razziali, che Mussolini annuncia per la prima volta a Trieste in sua presenza, viene colpito in quanto figlio di genitori entrambi ebrei, e nonostante si prodighi da subito - anche con l'aiuto di personalità della gerarchia cattolica ed in virtù dei suoi meriti anche fascisti - non riesce ad ottenere la qualifica di ebreo arianizzato (procedura che rimane aperta fino alla caduta del regime).
Probabilmente a causa della mancata arianizzazione, non viene colpito dall'epurazione delle personalità fasciste dopo la caduta del regime, restando senatore del regno fino all'entrata in vigore della costituzione repubblicana.
Al di fuori della politica è stato per molti anni un dirigente d'azienda; consigliere del Credito Italiano, del Lloyd triestino e della RAS, presidente della Società elettrica della Venezia Giulia, vicepresidente della Società cotonifici della Venezia Giulia.